# Bijugis ledereriella
Bijugis ledereriella är en fjärilsart som beskrevs av Brunad 1852. Bijugis ledereriella ingår i släktet Bijugis och familjen säckspinnare. Inga underarter finns listade i Catalogue of Life.